# Ação de 18 de Novembro de 1809
A ação de 18 de novembro de 1809 foi o principal compromisso de uma missão de seis meses por um esquadrão de fragatas francesas no Oceano Índico, durante as Guerras Napoleônicas. O comandante francês, o comodoro Jacques Hamelin, estava envolvido em ataques comerciais através da Baía de Bengala. Seu esquadrão alcançou superioridade local, capturando numerosos navios mercantes e navios de guerra menores. Em 18 de novembro de 1809, ao largo das Ilhas Nicobar, três navios de guerra (duas fragatas e uma corveta) sob o comando de Hamelin encontraram um comboio de três navios mercantes das Índias Orientais com destino à Índia Britânica, principalmente transportando recrutas para o exército da Companhia das Índias Orientais.
O maior navio mercante britânico, Windham comandado por John Stewart, aproveitou uma formação francesa interrompida para atacar a fragata Manche. Os dois navios lutaram por uma hora antes que Manche se desprendesse e Windham fugisse. Os outros dois indianos se recusaram a participar da ação e ofereceram apenas resistência simbólica aos navios de guerra franceses mais poderosos antes de se renderem. Windham evitou a perseguição francesa por cinco dias antes de também ser capturado pelo navio-bandeira francês, Vénus.
A força de Hamelin começou a transportar seus prêmios capturados de volta para a distante base francesa em Île de France. Um mês após a batalha, o esquadrão encontrou um furacão de inverno que danificou fortemente vários navios. Vénus só sobreviveu com a cooperação dos prisioneiros britânicos que carregava, incluindo Stewart, que ajudou a trazer o navio em segurança para o porto. Com os navios espalhados após a tempestade, Windham foi recapturado por uma fragata britânica em patrulha a poucos quilômetros da ilha francesa. Os outros navios franceses e dois indianos chegaram com sucesso à Île de France. Stewart e sua tripulação foram posteriormente liberados em reconhecimento de sua assistência durante o furacão.
A ação foi uma das três perdas de comboios de indianos durante 1809, o que levou os britânicos a aumentar substancialmente sua presença naval no Oceano Índico durante 1810.